# Semrače
Semrače (nemško Semering) je naselje v Občini Čajna v Okraju Beljak-dežela na Koroškem v Avstriji.